# Garein
Garein ist eine französische Gemeinde mit 426 Einwohnern (Stand 1. Januar 2022) im Département Landes in der Region Nouvelle-Aquitaine (vor 2016: Aquitanien). Sie gehört zum Arrondissement Mont-de-Marsan und zum Kanton Haute Lande Armagnac.
Der Name in der gascognischen Sprache lautet Garenh. Er scheint eine Ableitung des ursprünglichen Namens der Gemeinde zu sein, der Garenches lautete und eine waldreiche oder grasbewachsene Fläche bedeutete, auf der wilde Kaninchen leben.
Die Einwohner werden Garinois und Garinoises genannt.

## Geographie
Garein liegt ca. 20 Kilometer nordwestlich von Mont-de-Marsan im Süden der Landes de Gascogne, dem größten Waldgebiet Frankreichs, in der historischen Provinz Gascogne.
Umgeben wird Garein von den Nachbargemeinden:
|                     | Vert                                        |        |
| Luglon              | Kompassrose, die auf Nachbargemeinden zeigt | Brocas |
| Ygos-Saint-Saturnin | Geloux                                      | Cère   |

Garein liegt im Einzugsgebiet des Flusses Adour.
Der Geloux, ein Nebenfluss der Midouze, durchquert das Gebiet der Gemeinde ebenso wie seine Nebenflüsse, der Ruisseau de Marc und der Ruisseau de Richelieu, die beide in Garein entspringen. Der Ruisseau de Couyon, hier auch Ruisseau de Lesbasses genannt, ist ein Nebenfluss des Ruisseau de Nahouns und entspringt gleichfalls auf dem Gebiet der Gemeinde.

## Geschichte
Die Gemeinde war in der gallorömischen Zeit eine bedeutende Siedlung an einer Römerstraße, die Bazas im heutigen Département Gironde mit Vieux-Boucau-les-Bains verband. In der Folge wurde diese antike Straße ein Weg für Pilger nach Santiago de Compostela. 1857 wurde beschlossen, die Landes zu entwässern, um die bislang als wildes Land angesehene Region urbar zu machen. Zu diesem Zweck oblag es der Gemeinde, ihr Gebiet zu bewalden. Chambrelent und Henri Crouzet, Ingenieure des Ponts et Chaussées pflanzten deshalb Kiefern in Umgebung von Garein an. Mit ihrem Holz konnte nun Baumharz gesammelt werden und Pfosten für Bergwerke, Bahnschwellen und Kisten für die Industrie hergestellt werden. Eine Fabrik zur Verarbeitung von Holzkohle befand sich ebenfalls in Zentrumsnähe.

### Einwohnerentwicklung
Nach Beginn der Aufzeichnungen stieg die Einwohnerzahl bis zur Mitte des 19. Jahrhunderts auf rund 890. In der Folgezeit sank die Größe der Gemeinde bei kurzen Erholungsphasen bis zu den 1990er Jahren auf rund 375 Einwohner, bevor eine moderate Wachstumsphase einsetzte, die heute noch andauert.
| Jahr      | 1962 | 1968 | 1975 | 1982 | 1990 | 1999 | 2006 | 2010 | 2022 |
| --------- | ---- | ---- | ---- | ---- | ---- | ---- | ---- | ---- | ---- |
| Einwohner | 436  | 401  | 410  | 385  | 373  | 382  | 422  | 424  | 426  |

## Sehenswürdigkeiten

### PfarrkircheNotre-Dame
Die Kirche ist seit dem 30. Juli 1968 als Monuments historiques eingeschrieben. Es existieren keine Quelldokumente vor den Aufzeichnungen des Pastoralbesuchs von Monsignore de Sarret de Gaujac am 10. Januar 1751. Aus diesem Grund gibt eine Analyse der Architektur Aufschluss über die Chronologie des Gebäudes, das mehrere Eigenschaften aufweist, die auch zahlreiche Kirchen der Region besitzen. Diese Analyse wird dadurch erschwert, dass fast alle Wände innen wie außen verputzt sind. Der älteste Teil ist das Langhaus mit zwei ungleichen Jochen, die mit in die Wand eingelassenen Säulen abgeteilt sind. Das östliche, größere Joch öffnet sich zum Chor. Die geringe Dicke der Wände mit mittlerem Mauerwerksverband und die schmalen Strebepfeiler lassen darauf schließen, dass das Langhaus zu Beginn mit einem einfachen Balkenwerk gedeckt war. Heute ist keines der ursprünglichen Fenster mehr zu sehen. Das schlicht gehaltene Dekor des westlichen Eingangs, das aus derselben Zeit stammt, erlaubt eine Datierung auf das späte 12. Jahrhundert. Eine einzige Archivolte fällt auf zwei Säulen mit bildhauerisch ausgestalteten Kapitellen. Links scheint ein aufrecht stehender Mensch mit einem Löwen zu kämpfen, rechts ist nur ein Tier zu erkennen, das die Pfote auf eine Volute legt. Es könnte sich um eine Darstellung des Daniel in der Löwengrube handeln, ein weit verbreitetes Symbol des siegreichen Kampfes des Guten gegen das Böse. Das Tympanon ist kahl. Die Wände und das Kreuzgratgewölbe der dreiwandigen Apsis und der Glockengiebel im Westen entstammen vermutlich aus der Zeit der aufkommenden Gotik im Laufe des 13. Jahrhunderts. Der Chor erhielt seine Wandmalerei zur Wende vom 13. zum 14. Jahrhundert. Der Hundertjährige Krieg erweckte den Bedarf, die Kirche zu befestigen. Zu diesem Zweck wurde ein Stockwerk mit Befestigungselementen oberhalb des Chors angelegt. An der nördlichen Wand des Langhauses sind heute noch Schießscharten und Reste von Kapitellen zu sehen, die zu einem Wehrerker gehören könnten. Das Kreuzrippengewölbes des Langhauses dürfte nach Beginn der Friedensperiode, vielleicht erst um 1600 mit dem Ende der Hugenottenkriege realisiert worden sein. Ein Anwachsen der Bevölkerung führte zur Notwendigkeit, die Kirche zu vergrößern. Das Seitenschiff auf der Südseite ist zur Wende vom 17. zum 18. Jahrhundert hinzugefügt worden, vielleicht zur gleichen Zeit wie die Sakristei, die es verlängert. Es öffnet sich zum Hauptschiff mittels zweier Arkaden. Eine weitere Maßnahme war die Errichtung einer Empore, die über das Seitenschiff zugänglich ist. Die Umarbeitung der Fenster auf die heutige Form erfolgte im 18. oder 19. Jahrhundert. Die Öffnung eines weiteren Eingangs in der westlichen Wand des Seitenschiffs wurde zu einem späteren Zeitpunkt vorgenommen. Die Vorhalle ist 1889 umgearbeitet, wenn nicht als Ersatz für eine frühere Holzkonstruktion ganz neu gebaut worden. Eine große Restaurierung der Kirche fand in den Jahren 2008 und 2009 statt.
Das bedeutendste Element der Kirche sind ihre Wandmalereien. Die des Chors waren 1751 vermutlich bereits vorhanden, aber 1889 bei einer Restaurierung wiedergefunden. Die Maler Louis Augier et Léon Millet aus Bordeaux restaurierten und komplettierten sie. Ein anderes Werk an der östlichen Wand des Seitenschiffs, ist sehr wahrscheinlich vor 1751 entstanden und 1993 wiederentdeckt. Die obere Ebene im Kesselgewölbe des Chors datiert aus dem Ende des 13. oder dem Beginn des 14. Jahrhunderts und erzählt von der Krönung Mariens. Der ebenfalls bekrönte Christus segnet seine Mutter mit der rechten Hand und hält die Krone mit der linken. Es handelt sich hier um eine Abweichung von der üblichen Ikonografie, die vermutlich den Restauratoren von 1890 zuzuschreiben ist. Ursprünglich dürfte die rechte Hand ein Buch gehalten haben. Die Szene wird begleitet von einem Engel über dem Paar und zwei weiteren links und rechts auf einer Wolke knienden. Der links Engel trägt die Sonne, der rechte den Mond. Als Antwort auf die Szene ist Maria auf der unteren Ebene in einer Mandorla mit Jesuskind auf einem Thron sitzend zu sehen. Begleitet wird sie von zwei auf Wolken knienden Heiligen, links Jakobus der Ältere mit seinem Pilgerstab und seiner Pilgertasche, rechts Antonius der Große mit seinem Antoniuskreuz, seinem Glöckchen und seinem Schwein. Ihre Monogramme und Symbole, verbunden mit dem Monogramm Marias und dem päpstlichen und bischöflichen Wappen komplettieren die Wandmalerei auf dem rechten Joch des Chors. Darstellungen des heiligen Antonius und des heiligen Jakobus sind auch als Relief auf den Flügeln der Eingangstür zu erkennen, die aus Eichenholz gearbeitet sind und aus dem Ende des 17. oder der ersten Hälfte des 18. Jahrhunderts stammen. Weitere Ausstattungsgegenstände, die vor 1751 datieren, sind die Kanzel, deren schmiedeeiserne Treppe allerdings ein wenig später gefertigt wurde, das Weihwasserbecken, der Sitz für den die Messe zelebrierenden Priester und das Taufbecken. Die Glasfenster sind in der Wende vom 19. zum 20. Jahrhundert vom Glasmaler Henri Feur geschaffen worden. Die beschriebenen und viele weitere Ausstattungsgegenstände der Kirche sind als nationale Kulturgüter registriert.

## Wirtschaft und Infrastruktur
Auch heute noch sind die Forstwirtschaft und die Produktion auf Basis von Baumharz die wichtigsten Wirtschaftsfaktoren der Gemeinde.

### Bildung
Die Gemeinde verfügt über eine öffentliche Grundschule mit 43 Schülerinnen und Schülern im Schuljahr 2017/2018.

### Sport und Freizeit

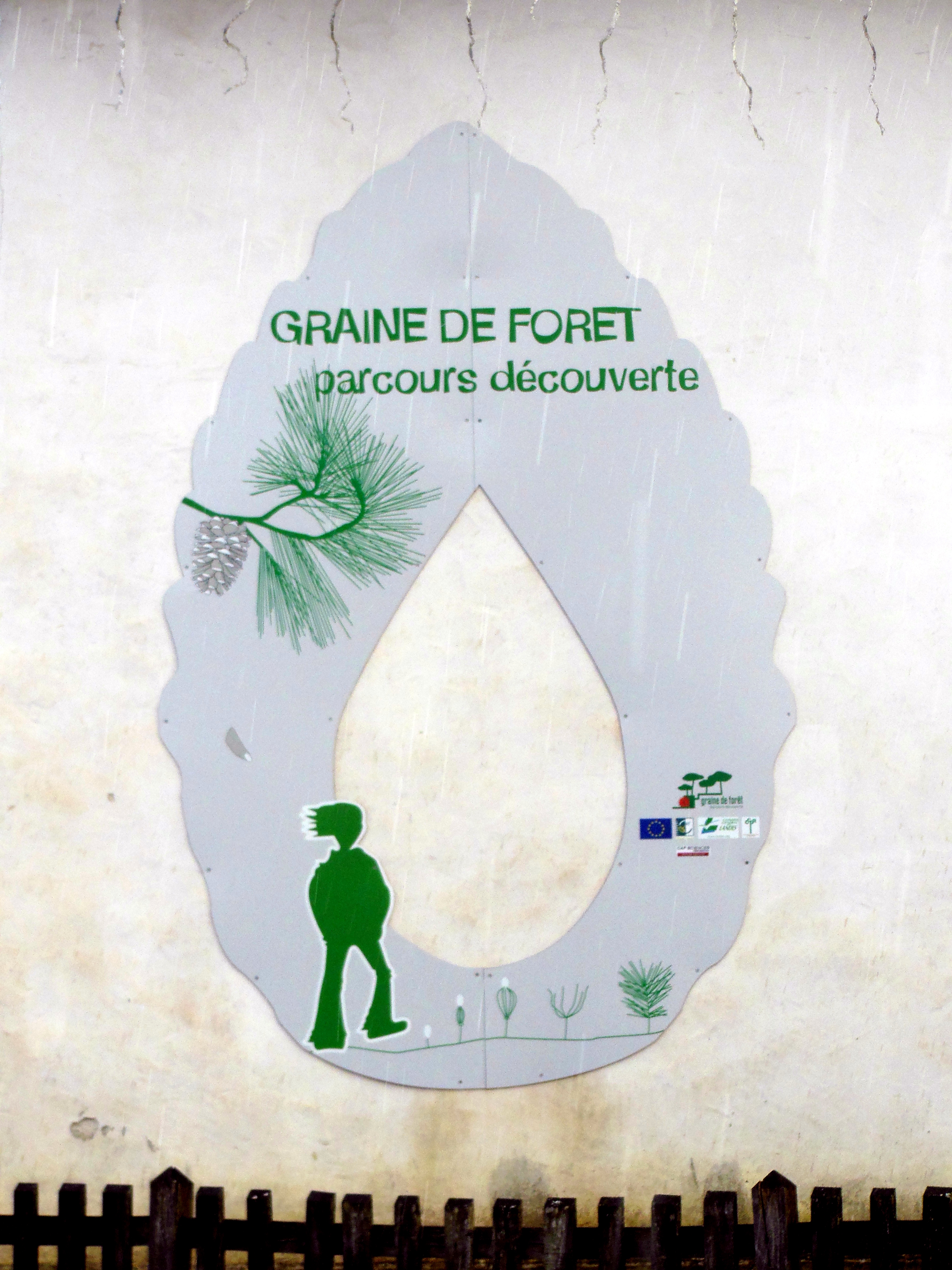
Logo des Lehrpfads Graine de Forêt

- Garein liegt im Regionalen Naturpark Landes de Gascogne.[14]

- Der Lehrpfad Graine de Forêt ist dem Kennenlernen des Waldes der Landes gewidmet. Er beginnt im Zentrum der Gemeinde an einem Fachwerkhaus aus dem 18. Jahrhundert und führt als Lehrpfad mit einer Länge von einem Kilometer durch den Wald bis zu einem Pflanzgarten, in dem jeder Besucher den Samen einer See-Kiefer einpflanzen kann.[15]

- Ein Rundweg mit einer Länge von 16,6 Kilometern führt vom Zentrum von Garein zu Fuß oder mit dem Fahrrad durch den Kiefernwald der Gemeinde.[16]

- Die Gemeinde verfügt über den Fußballverein U.S. Garein, dessen Mannschaft in der regionalen Liga von Nouvelle-Aquitaine spielt.[17]

### Verkehr
Garein ist erreichbar über die Routes départementales 57, 353 und 834, der ehemaligen Route nationale 134.